# Søren Randa-Boldt
Søren Randa-Boldt (født 4. oktober 1971) er en dansk fodboldtræner, der er den nuværende cheftræner for HB Køges kvinder i Gjensidige Kvindeligaen. I august 2017, tiltrådte han som midlertidig landstræner for Danmarks kvindefodboldlandshold, hvor han erstattede Nils Nielsen. Ved årsskiftet blev han erstattet af Lars Søndergaard.
Derudover har han været landstræner for U/19-landsholdet for kvinder fra 2008 til april 2021. Han har også været træner for Herfølge Boldklub (2008), Skovlunde IF (2004-2007), Brøndby IF (2000-2004) og Vanløse (ungdom) (1988-1999). Som aktiv spillede han i Vanløse IF fra 1980 til 2000. Han er uddannet elektriker (1992).